# Protomyctophum thompsoni
Protomyctophum thompsoni är en fiskart som först beskrevs av Chapman, 1944.  Protomyctophum thompsoni ingår i släktet Protomyctophum och familjen prickfiskar. Inga underarter finns listade i Catalogue of Life.